# Robbie Tobeck
Robert Lee Tobeck (* 6. März 1970 in Lake Wales, Florida) ist ein ehemaliger US-amerikanischer American-Football-Spieler auf der Position des Centers. Er spielte in seiner Karriere bei den Seattle Seahawks und den Atlanta Falcons in der National Football League (NFL).

## Frühe Jahre
Tobeck ging auf die Highschool in New Port Richey, Florida. Später besuchte er zunächst die Liberty University und das Kilgore College, ehe er zur Washington State University wechselte.

## NFL

### Atlanta Falcons
Tobeck wurde nach dem NFL Draft 1993 von den Atlanta Falcons unter Vertrag genommen. In seinem ersten Jahr absolvierte er noch kein Spiel in der NFL. 1994 kam er zu ersten Kurzeinsätzen, ehe er ab der Saison 1995 zum festen Bestandteil der Offensive Line wurde. Mit den Falcons gewann er 1998 die National Football Conference (NFC) und stand somit im Super Bowl XXXIII, welchen sie mit 34:19 gegen die Denver Broncos verloren.

### Seattle Seahawks
Zur Saison 2000 wechselte er zu den Seattle Seahawks. Hier konnte er sich erst in seinem zweiten Jahr in der Offensive Line etablieren. Nach der Saison 2005 wurde er zum ersten und einzigen Mal in seiner Karriere in den Pro Bowl gewählt. Im gleichen Jahr gewann er zum zweiten Mal die National Football Conference. Im Super Bowl XL unterlag er jedoch erneut mit seinem Team (21:10 gegen die Pittsburgh Steelers). Nach der Saison 2006 beendete er seine Profikarriere.